# Too Hard to Swallow
Too Hard to Swallow – debiutancki album amerykańskiego zespołu hip-hopowego UGK. Został wydany 10 listopada, 1992 roku.

## Lista utworów
1. "Something Good" (Extended Version) - 5:27
2. "Use Me Up" - 4:29
3. "Pocket Full of Stones" - 6:09
4. "Short Texas" - 6:18
5. "Cocaine in the Back of the Ride" - 3:44
6. "It's Too Hard to Swallow" - 5:19
7. "Cramping My Style" (feat. Infinity) - 4:45
8. "Feel Like I'm the One Who's Doin' Dope" - 6:17
9. "I'm So Bad" - 3:34
10. "Trill Ass Nigga" - 4:26
11. "976-Bun B" - 2:48
12. "Something Good" (Pimp C's Remix) - 4:34

## Notowania
| Notowanie (1992)                      | Pozycja |
| ------------------------------------- | ------- |
| U.S. Billboard Top R&B/Hip-Hop Albums | 37      |
| U.S. Billboard Top Heatseekers        | 14      |